# Villem Reimann
Villem Madisovich Reimann (19. marts 1906 i Pärnu - 8. april 1992 i Tallinn, Estland) var en estisk komponist, pianist og lærer. 
Reimann studerede klaver hos Artur Lemba og komposition hos Artur Kapp på Tallinn Musikkonservatorium. Han tog derefter kompositionskurser hos bl.a. Zoltán Kodály på Liszt Akademiet i Budapest. 
Han underviste i klaver og komposition på Tallinn Musikkonservatorium.
Reimann har skrevet en symfoni, orkesterværker, kammermusik, opera, teatermusik, filmmusik, korværker etc. 

## Udvalgt værk
- Symfoni (i A-mol) (1966) - for orkester